# Exogonella brunnea
Exogonella brunnea är en ringmaskart som beskrevs av Hartman 1961. Exogonella brunnea ingår i släktet Exogonella och familjen Syllidae. Inga underarter finns listade i Catalogue of Life.